# Chrysopogon (Poaceae)
Chrysopogon là một chi thực vật có hoa trong họ Hòa thảo (Poaceae).

## Loài
Chi Chrysopogon gồm các loài: